# ヴェルミーリオ
ヴェルミーリオ（イタリア語: Vermiglio）は、イタリア共和国トレンティーノ＝アルト・アディジェ州トレント自治県にある、人口約1,800人の基礎自治体（コムーネ）。

## 地理

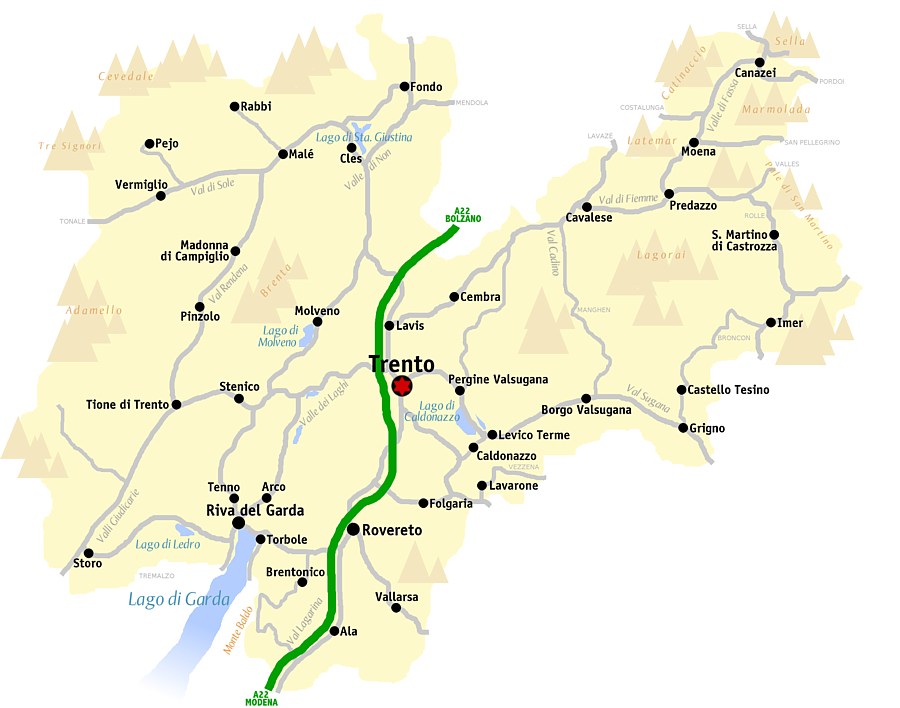
トレント県概略図

### 位置・広がり
トレント自治県北西部に位置するコムーネ。ヴァル・ディ・ソーレの中心地であるマレから西南西へ17km、県都トレントから北西へ41kmの距離にある。

#### 隣接コムーネ
隣接するコムーネは以下の通り。括弧内のBSはブレシア県所属を示す。

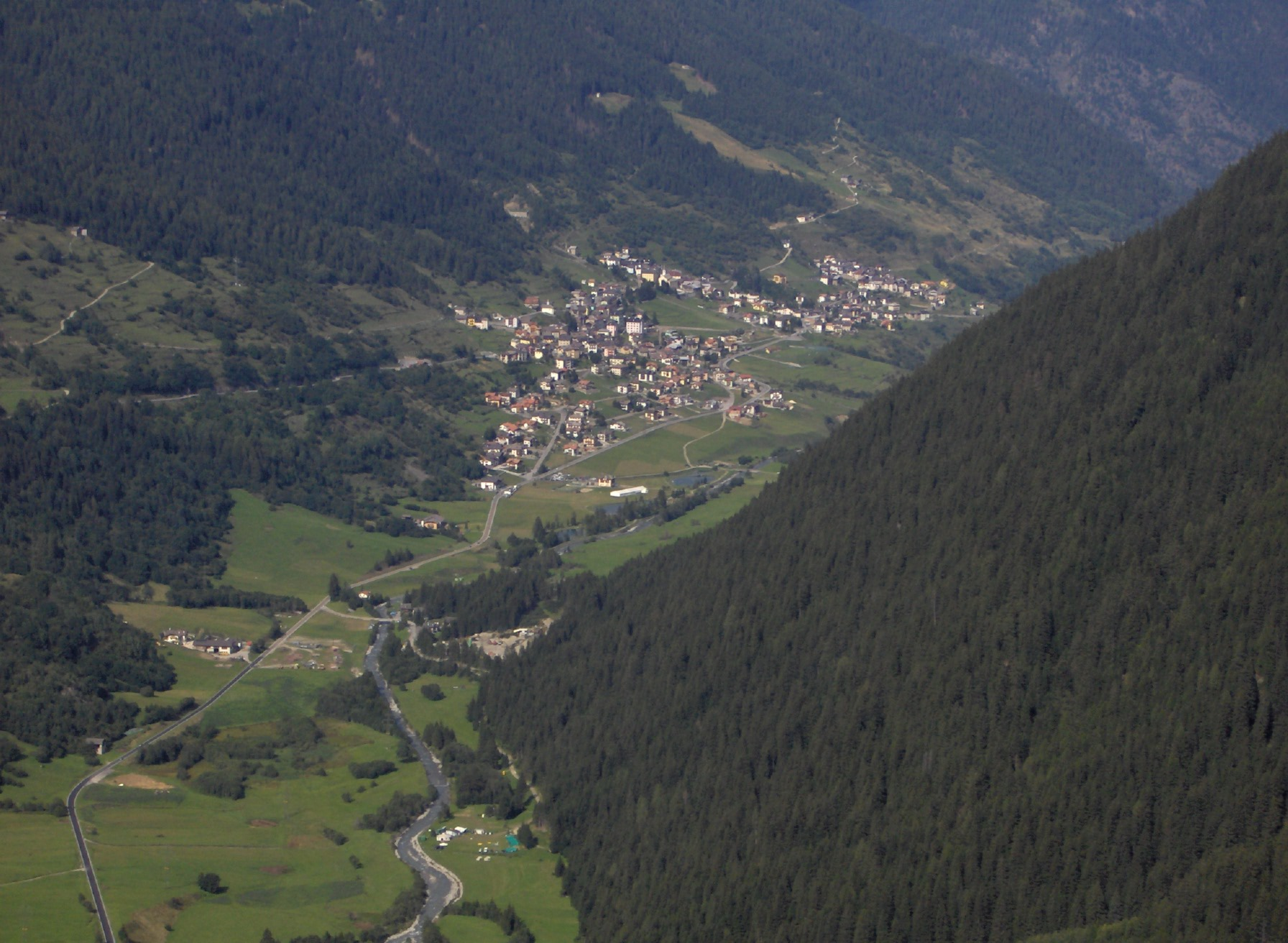
ヴェルミーリオ

| - カリゾーロ - ジュスティーノ - オッサーナ - ペーイオ - ペッリッツァーノ - ポンテ・ディ・レーニョ (BS) - スピアッツォ - ストレンボ |

## 行政

### 分離集落
ヴェルミーリオには、以下の分離集落（フラツィオーネ）がある。
- Cortina, Fraviano (sede comunale), Pizzano, Tonale

## 住民

### 言語
| 少数言語話者の割合（2011年） | 少数言語話者の割合（2011年） | 少数言語話者の割合（2011年） | 少数言語話者の割合（2011年） | 少数言語話者の割合（2011年） |
| ---------------------------- | ---------------------------- | ---------------------------- | ---------------------------- | ---------------------------- |
|                              |                              |                              |                              |                              |
| ラディン語                   | ラディン語                   |                              | 1.4%                         | 1.4%                         |
| モケーニ語                   | モケーニ語                   |                              | 0.0%                         | 0.0%                         |
| チンブロ語                   | チンブロ語                   |                              | 0.0%                         | 0.0%                         |

2011年10月9日に行われた国勢調査によれば、住民1877人中27人（1.4%）がラディン語話者であった。